# Baliguian
Baliguian (Bayan ng Baliguian) är en kommun i Filippinerna. Kommunen ligger på ön Mindanao, och tillhör provinsen Zamboanga del Norte. Folkmängden uppgår till 15 631 invånare.

## Barangayer
Baliguian är indelat i 17 barangayer.
| - Alegria - Diangas - Diculom - Guimotan - Kauswagan - Kilalaban - Linay - Lumay - Malinao | - Mamad - Mamawan - Milidan - Nonoyan - Poblacion - San Jose - Tamao - Tan-awan |